# Banca Națională a României
Banca Națională a României (BNR) este banca centrală a României, o instituție publică cu personalitate juridică având monopolul asupra emisiunii de monedă fiduciară, așa-zisa obligativitate „legal tender” (în engleză). BNR are sediul central în municipiul București, cu sucursale/agenții atât în municipiul București, cât și în alte localități din țară.
Obiectivul său fundamental îl reprezintă asigurarea și menținerea stabilității prețurilor (conform Statutului). Totodată, BNR sprijină politica economică generală a statului, fără prejudicierea îndeplinirii obiectivului său fundamental privind asigurarea și menținerea stabilității prețurilor.
Băncile centrale susțin politica economica a statului, respectiv a bugetului guvernamental, mai ales în acoperirea deficitelor bugetare. Datorită puterii de a crea monedă fără acoperire (ex. aur), banca centrală poate influența rata dobânzilor, economia devenind una de tip intervenționist/centralizată, nu una de piață liberă/capitalistă unde cel mai important „preț”, prețul banilor, este stabilit de cerere și ofertă.

## Istoric
Banca Națională a României a fost înființată în virtutea legii, pe 17 aprilie 1880, cu un capital inițial de 30 milioane lei, din care 10 milioane capital de stat, restul de 20 milioane fiind capital proprietate privată. A fost investită cu privilegiul de a emite bancnote acceptate în tranzacții, privilegiu extins de mai multe ori.
BNR este a 13-a bancă centrală înființată în lume, fiind înființată înaintea băncii centrale a Japoniei sau a sistemului Rezervei Federale din SUA. Primele bancnote emise de BNR au fost de 20, 50, 100, 500, 1000 lei. Au fost emise monede de aur, argint și cupru. Datorită legii lui Gresham putem înțelege de ce monedele de aur (valoare nominală 20 lei) erau ținute spre tezaurizare. Până în 1948 instituția a fost una privată, controlată cu mână de fier de către acționarii care, nu o dată, au sfidat guvernul, însă se poate afirma (pe baza datelor) că, deși de jure era o instituție privată, de facto era una de stat. Atât în perioada „privată” cât și în cea de stat (după 1948), Banca Națională a executat directivele executivului, pe timp de pace (politicile economice) cât și pe timp de război.
După Primul Război Mondial, banca, și-a pierdut tezaurul metalic. Guvernul României de la acea vreme a luat decizia de a trimite rezervele la Moscova, caz cunoscut sub numele de Tezaurul României, Rusia nemaireturnând tezaurul.

### Vechea clădire

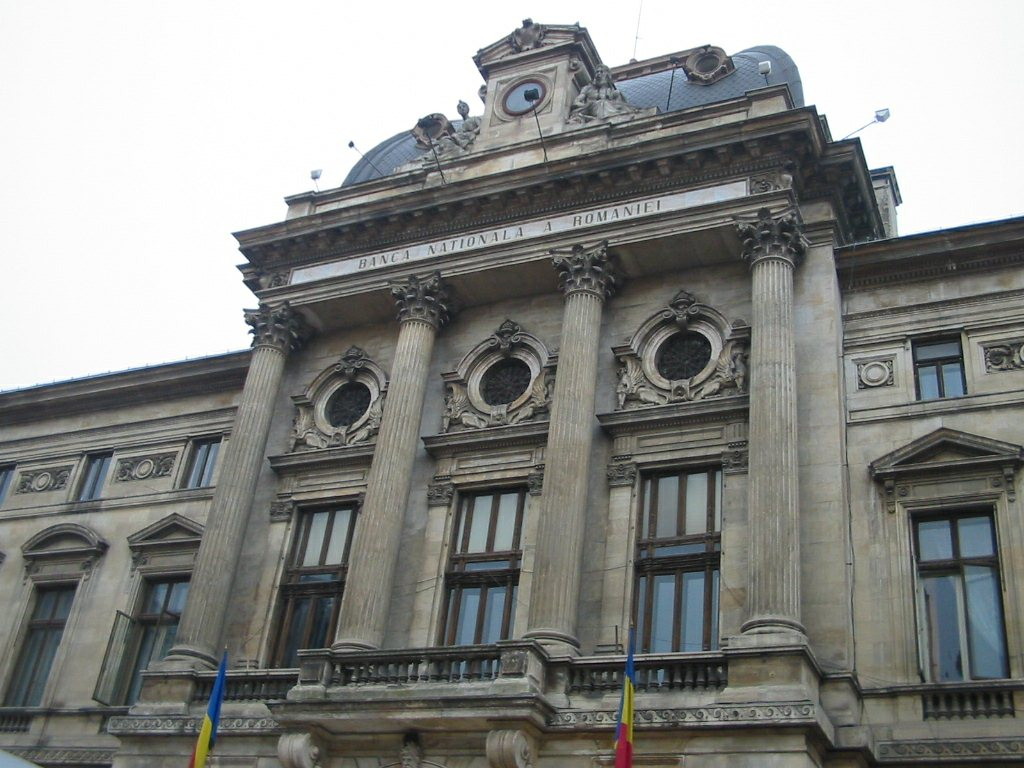
Vechiul sediu al Băncii Naționale

Palatul Băncii Naționale, clădirea veche a Băncii Națională a României, a fost realizat de Albert Galleron împreună cu Cassien Bernard, amândoi foști elevi ai lui Charles Garnier, realizatorul celebrei Opéra Garnier, cunoscută și ca Opera din Paris.

### În perioada comunistă
În timpul perioadei comuniste, BNR a fost o instituție de stat.
Etatizarea a avut loc în 1947, și a fost justificată ca fiind o formă de a ieși din impasul economic care a urmat celui de-al Doilea Război Mondial (o inflație mare, speculă, migrațiile interne care au urmat secetii din 1946).
Etatizarea a fost folosită ca formă de legitimizare, în 1948, a noii reforme monetare, prin care se făcea tranziția de la leul vechi la cel nou, și care le impunea burghezilor un anumit plafon de lei pe care îi puteau schimba, însărăcind, așadar, peste noapte "clasa exploatatoare".
La 28 iulie 1959, un grup armat format din șase evrei români, membri ai aparatului Partidului Comunist Român (Gașca Ioanid: Alexandru Ioanid, Paul Ioanid, Igor Sevianu, Monica Sevianu, Sașa Mușat și Haralambie Obedeanu) a fost acuzat că ar fi furat dintr-un mașină blindată a Băncii Naționale a României 1.600.000 lei (circa 250.000 dolari SUA la prețurile din 1959). Se presupune că a fost cel mai faimos jaf de bancă din blocul de Est. Dincolo de acuzații bazate pe diverse orientări ideologice, la proces nu au fost date vreodată motive pentru presupusa tâlhărie sau pentru ca gruparea Ioanid să fi comis-o.
Deși persoanele aflate în judecată au fost acuzate că intenționează să doneze banii unor organizații sioniste care urmau să trimită evrei români în Israel, suma furată era în lei, care la acea vreme nu puteau fi schimbată în valută puternică nicăieri în lume. Toate aceste aspecte, împreună cu numeroasele cazuri de sentințe întemeiate pe acuzații mincinoase, au determinat majoritatea persoanelor să se îndoiască de faptul că vreo tâlhărie a avut loc într-adevăr sau că cei acuzați de infracțiunea au comis-o.

## Atribuții

Sigla BNR

Principalele atribuții ale BNR sunt: 
- elaborarea și aplicarea politicii monetare și a politicii de curs de schimb;
- autorizarea, reglementarea și supravegherea prudențială a instituțiilor de credit, promovarea și monitorizarea bunei funcționări a sistemelor de plăți pentru asigurarea stabilității financiare;
- emiterea bancnotelor și a monedelor ca mijloace legale de plată pe teritoriul României;
- stabilirea regimului valutar și supravegherea respectării acestuia;
- administrarea rezervelor internaționale ale României.

Totodată, BNR sprijină politica economică generală a statului, fără prejudicierea îndeplinirii obiectivului său fundamental privind asigurarea și menținerea stabilității prețurilor.
În îndeplinirea atribuțiilor, BNR și membrii organelor sale de conducere nu vor solicita sau primi instrucțiuni de la autoritățile publice sau de la orice altă instituție sau autoritate.
În cadrul politicii monetare pe care o promovează, BNR utilizează proceduri și instrumente specifice pentru operațiuni de piață monetară și de creditare a instituțiilor de credit, precum și mecanismul rezervelor minime obligatorii. Se interzice BNR achiziționarea de pe piața primară a creanțelor asupra statului, autorităților publice centrale și locale, regiilor autonome, societăților naționale, companiilor naționale și altor societăți cu capital majoritar de stat. BNR poate efectua pe piața secundară operațiuni reversibile, cumpărări/vânzări directe sau poate lua în gaj, pentru acordarea de credite colateralizate, creanțe asupra sau titluri ale statului, autorităților publice centrale și locale, regiilor autonome, societăților naționale, companiilor naționale și altor societăți cu capital majoritar de stat, instituțiilor de credit sau altor persoane juridice, poate efectua swap-uri valutare, emite certificate de depozit și atrage depozite de la instituții de credit, în condițiile pe care le consideră necesare pentru a realiza obiectivele politicii monetare.
De asemenea, se interzice Băncii Naționale a României creditarea pe descoperit de cont sau orice alt tip de creditare a statului, autorităților publice centrale și locale, regiilor autonome, societăților naționale, companiilor naționale și altor societăți cu capital majoritar de stat.
Banca Națională a României este unica instituție autorizată să emită însemne monetare, sub formă de bancnote și monede, ca mijloace legale de plată pe teritoriul României. Moneda națională este Leu românesc, iar subdiviziunea acestuia, banul.
În cadrul politicii sale monetare și de curs de schimb, Banca Națională a României poate acorda instituțiilor de credit credite pe termene ce nu pot depăși 90 de zile, garantate cu, dar fără a se limita la:
- titluri de stat provenite din emisiuni publice, prin remiterea lor în portofoliul Băncii Naționale a României, sau
- depozite constituite la Banca Națională a României sau la alte persoane juridice agreate de Banca Națională a României.

BNR stabilește condițiile și costurile de creditare, deschide și operează conturi ale instituțiilor de credit, ale Trezoreriei Statului, ale caselor de compensare și ale altor entități, rezidente și nerezidente, stabilite prin reglementări ale Băncii Naționale a României.
Situațiile financiare ale BNR sunt întocmite conform principiilor și regulilor contabile prevăzute de standardele internaționale de contabilitate, aplicabile băncilor centrale, recunoscute de Banca Centrală Europeană și trebuie să cuprindă: bilanțul, contul de profit și pierdere și notele explicative. Acestea sunt supuse auditării de către auditori financiari, persoane juridice autorizate de Camera Auditorilor Financiari din România, selectați de către consiliul de administrație, pe bază de licitație.
Banca Națională a României este autorizată să colecteze date și informații statistice primare care sunt necesare pentru aducerea la îndeplinire a atribuțiilor sale legale, asigurând măsuri de protecție a datelor care se referă la subiecți individuali - persoane juridice sau fizice - date obținute direct sau indirect, din surse administrative sau din alte surse.
Membrii consiliului de administrație și salariații Băncii Naționale a României sunt obligați să păstreze secretul profesional asupra oricărei informații nedestinate publicării, de care au luat cunoștință în cursul exercitării funcțiilor lor, și nu vor folosi aceste informații pentru obținerea de avantaje personale, orice abatere fiind sancționată conform legii. Aceștia sunt obligați să păstreze secretul profesional și după încetarea activității în cadrul băncii, orice încălcare fiind sancționată în condițiile legii.

## Conducerea
Conform Legii nr.312/2004, conducerea BNR este asigurată de un Consiliu de administrație, compus din nouă membri, aleși de Parlamentul României pe o perioadă de 5 ani, cu posibilitatea reînnoirii mandatului. Dintre cei 9 membri, 4 aparțin direct structurii executive permanente a BNR: Guvernatorul și cei trei Viceguvernatori (dintre care unul este Prim-viceguvernator), ceilalți 5 membri nefiind salariați ai BNR. 
Membrii Consiliului de administrație al BNR, cu nominalizarea conducerii executive, sunt numiți de Parlament, la propunerea comisiilor permanente de specialitate ale celor două Camere, pe o perioadă de 5 ani, cu posibilitatea reînnoirii mandatului. Potrivit legii, membrii Consiliului de administrație nu pot fi parlamentari sau membri ai unui partid politic și nu pot face parte din autoritatea judecătorească sau din administrația publică.
În cazul decompletării Consiliului de administrație, completarea locurilor vacante se face pe funcția respectivă pe întreaga durată a mandatului. Revocarea din funcție a oricărui membru al consiliului de administrație se face de către Parlament, dacă acesta încetează să îndeplinească condițiile necesare pentru exercitarea atribuțiilor sale sau dacă se face vinovat de abateri grave.
Actualul guvernator al BNR este Mugur Isărescu.
Consiliul de administrație al BNR a fost numit prin Hotărârea nr. 27 din 16 iunie 2014 a Parlamentului României:
- Guvernator - Acad. prof. dr. Mugur Isărescu
- Prim-viceguvernator - Prof. univ. dr. Florin Georgescu
- Viceguvernator - Prof. univ. dr. Eugen Nicolăescu (numit prin Hotărârea nr. 42 din 24 mai 2017 a Parlamentului României, după demisia lui Bogdan Olteanu)
- Viceguvernator - Prof. univ. dr. Liviu Voinea
- Membru - Prof. univ. dr. Marin Dinu
- Membru - Academician Daniel Dăianu
- Membru - Dr. Gheorghe Gherghina
- Membru - Conf. univ. dr. Agnes Nagy
- Membru - Prof. univ. dr. Virgiliu Stoenescu

A fost numit prin Hotărârea nr. 42 din 24 mai 2017 a Parlamentului României, după demisia lui Bogdan Olteanu din 17 octombrie 2016*

### Lista guvernatorilor BNR
Această listă este generată cu date din Wikidata și este actualizată periodic de un robot.
 Editările făcute în listă vor fi șterse la următoarea actualizare!

## Rezultate financiare
Active:
- 2007: 103,8 miliarde lei (28,7 miliarde euro)[15]
- 2006: 93,8 miliarde lei (27,7 miliarde euro)[15]

## Rezerve
Rezervele valutare
- 31 decembrie 2009: 38.303 milioane Euro[16]
- 31 decembrie 2008: 38.737 milioane euro[16]

Rezerva de aur
- 31 decembrie 2009: 103,7 tone, cu o valoare de 2.556 de milioane euro[16]
- 31 decembrie 2008: 103,7 tone[16]

Rezervele internaționale ale României (valute plus aur)
- La 31 decembrie 2024 au fost de 70.491 milioane euro, dintre care:
  - rezervele valutare la Banca Națională a României se situau la nivelul de 62.135 milioane euro;
  - nivelul rezervei de aur s-a menținut la 103,6 tone (61,2 tone depozitate în străinătate și 42,4 tone în țară), având o valoare de 8.356 milioane euro, în condițiile evoluției prețurilor internaționale.[17][18]

## Organizare
Centrala Riscurilor Bancare este un departament al BNR, care monitorizează împrumuturile de la bănci de peste 20.000 RON.
BNR se ocupă și cu menținerea Registrului Special al Băncii Naționale a României în care sunt înscrise instituțiile financiare nebancare din România.

## Sucursale

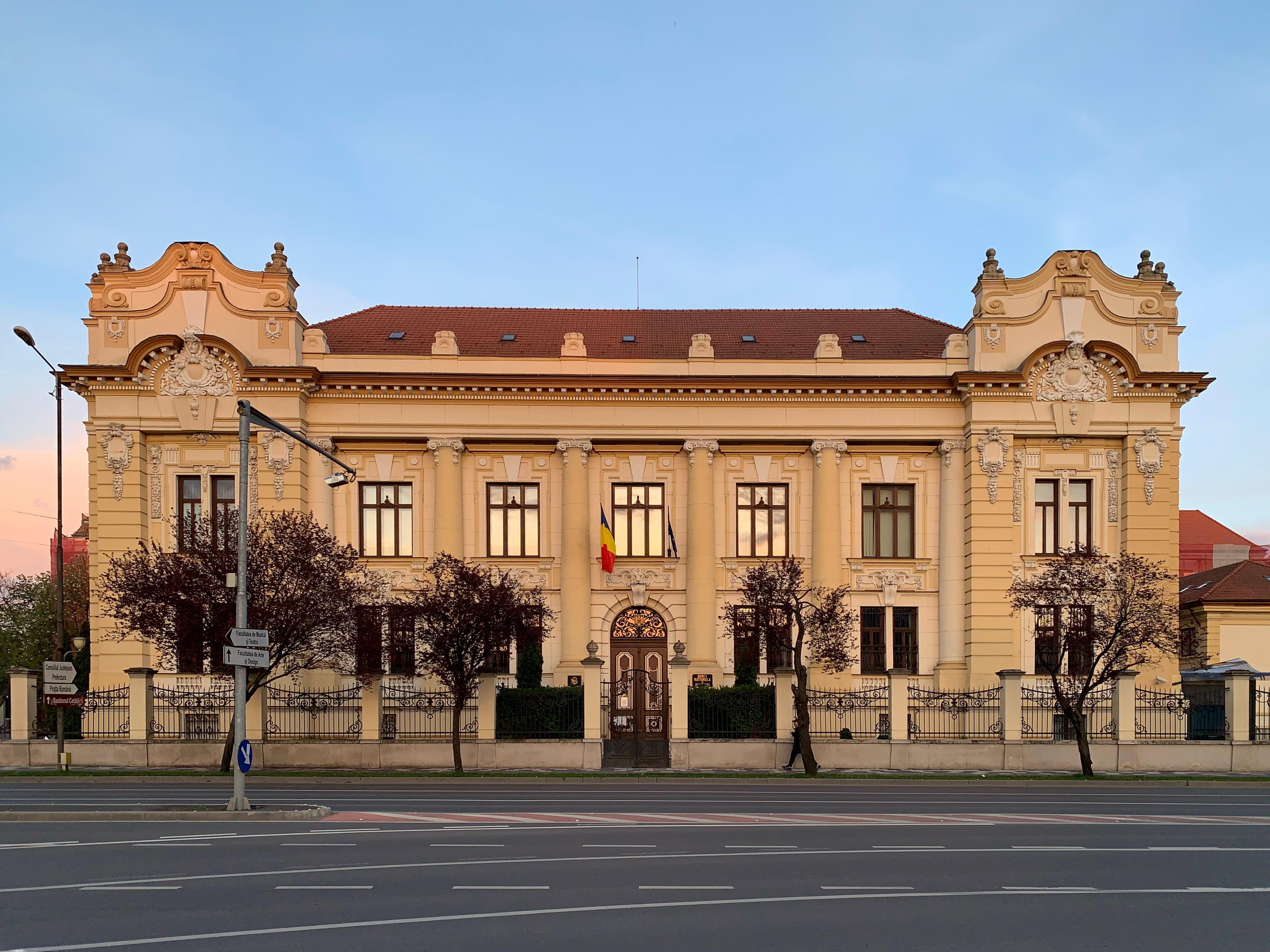
Sediul BNR Timișoara

Banca Națională are 19 sucursale și agenții, clasificate în trei tipuri, în funcție de gradul de importanță pe care îl prezintă. Sucursala regionala din str. Lipscani, vechiul sediu, este de tip special. Urmează 5 sucursale regionale: Cluj-Napoca, Constanța, Craiova, Iași și Timișoara. Agentiile sunt: Arad, Bacău, Baia Mare, Brașov, Buzău, Galați, Oradea, Pitești, Ploiești, Sibiu, Suceava, Târgu Jiu și Târgu Mureș.

## Veniturile angajaților
În 2014 Banca Națională a avut o cheltuială medie de 12.405 de lei pe lună per angajat, cheltuială care include și contribuțiile plătite către bugetul asigurărilor sociale (pensiile de stat), bugetul asigurărilor de sănătate și cel pentru șomaj. Cheltuielile totale din 2014 (277,3 milioane de lei, în creștere cu 7,2% față de 2013) reprezintă cheltuiala totală cu angajații care include, pe lângă sumele legate strict de salarii, și cheltuielile legate de pregătirea și perfecționarea angajaților la nivel național și internațional. 